# Izlel ye Delyo Haydutin
Izlel ye Delyo Haydutin (in bulgaro Излел е Дельо хайдутин?) (Delyo è diventato hajduk) è una canzone folk bulgara dalle Rodopi Centrali. In essa si parla di Delyo, un leader ribelle attivo tra la fine del XVII e l'inizio del XVIII secolo. La canzone è la più famosa di Valya Balkanska, ed è stata inclusa nel Golden Record delle sonde Voyager 1 e Voyager 2.

## Altre versioni
La prima versione è stata registrata da Nadežda Hvoineva e Georgi Čilingirov. Registrazione di Valya Balkanska mentre canta la canzone è stata fatta per prima dallo studente americano di folklore bulgaro Martin Konig negli anni '60, insieme ad altre canzoni bulgare tradizionali.

## Testo
| Излел е Дельо Xайдутин (Cirillico bulgaro) |
| --- |
| Излел е Дельо хайдутин, Хайдутин ян кесаджие, С Думбовци и с Караджовци. Заръчал Дельо, порочал, Дериданскине айене, Айене кабадайе, —В селоно имам две лели, Да ми ги не потурчите, Да ми ги не почърните. Че га си слезам в селоно, Мночко щат майки да плакнат, По-мночко, млади нивести. Гюлсуме Дельо зароча: -Чувай са, Дельо, варди са, че ти са канят, Дельо льо, Деридескимнем айене, айене и кабадане, леят ти куршум сребърен, за тебе, Дельо, да превият. -Гюлсуме, любе, Гюлсуме, не са е родил чилюкън дену ще Дельо убие! |

Testo italiano:
É uscito Deljo haidutin (aiducco)
- Aiducco "Haidutin": termine di origine turca in uso nei Balcani e in Ungheria, legato al periodo in cui queste regioni erano sotto dominazione ottomana. Trattasi di un guerriero che si nasconde spesso nei boschi,  protettore del popolo dagli Ottomani, visti come nemici e oppressori; è comunque un guerriero ribelle e violento, infatti talvolta il termine ha una connotazione negativa, indicando "delinquente" "bandito" "ladro", soprattutto se considerato dal punto di vista degli Ottomani.

"É uscito Deljo haidutin,
haidutin, un vero macellaio,
Insieme ai tolovtsi e karadzovtsi*1
Ha ordinato Deljo, ha raccomandato
Agli ajani di Daradere,*2
Agli ajani superbi.
- In paese ho due zie,
non me le turcizzate*3
non me le annerite!*4
Che quando me ne scendo giù in Paese,
Piangeranno tante madri
E ancora di più, giovani spose!"
- 1 = abitanti di 2 paesini in mezzo alle montagne centro - sud della Bulgaria, i monti Rodopi.
- 2 "Ajani" nome dei governanti turchi/ottomani locali; "Daradere" nome turco dato alla città bulgara di Zlatograd (letteralmente "città d'oro")
- 3 "Turcizzare" termine intraducibile che si riferisce all'atto di imposizione da parte degli ottomani, nei confronti dei popoli sottomessi (in questo caso le zie bulgare di Deljo haidutin), dei propri usi, costumi e religione, annullando di fatto i diritti di professare liberamente il proprio credo (cristianesimo ortodosso) e di indossare i propri abiti tradizionali agli abitanti autoctoni, soprattutto nell'area Balcanica.
- 4 "Annerire" qui inteso in senso figurato, ovvero oltraggiare, mancare di rispetto, insultare.